# Mário Cesariny
Mário Cesariny de Vasconcelos GCL (Lisboa, 9 de Agosto de 1923 — Lisboa, 26 de Novembro de 2006) foi poeta e pintor, considerado o principal representante do surrealismo português. É de destacar também o seu trabalho de antologista, compilador e historiador (polémico) das actividades surrealistas em Portugal.

## Vida

Figuras de Sopro, 1947, óleo sobre cartão, 37,5 x 24,5 cm

Mário Cesariny de Vasconcelos nasceu, por acaso, na Vila Edith, em Benfica, mais precisamente, na Estrada da Damaia, dessa freguesia, onde os pais estavam a passar férias. 
Foi o último filho (com três irmãs mais velhas) de Viriato de Vasconcelos, natural de Tondela, Tondela, e de sua mulher María de las Mercedes Cesariny (de ascendência paterna corsa e materna espanhola), natural de Paris. O pai, com uma personalidade dominadora e pragmática, era empresário ourives, com loja e oficina na rua da Palma, na freguesia de Santa Justa, em plena baixa lisboeta.
Depois da escola primária, o pai mandou o jovem Mário frequentar o Liceu Gil Vicente, após o que, ao fim de um ano, com o intuito de dar continuidade ao negócio da família, o mudou para um curso de cinzelagem na Escola de Artes Decorativas António Arroio. Na António Arroio Cesariny conheceria Artur do Cruzeiro Seixas e Fernando José Francisco.
Completado o curso de cinzelagem, como não lhe agradasse o trabalho de ourives, frequentou um curso de habilitação à Escola de Belas-Artes de Lisboa, que não chegou a frequentar. Também estudou música com o compositor Fernando Lopes Graça. Cesariny era um talentoso pianista, mas o pai, enfurecido, proibiu-o de continuar esses estudos.
Desde o final da adolescência, Cesariny e os amigos frequentam várias tertúlias nos cafés de Lisboa e descobrem o neo-realismo e depois o surrealismo. Em 1947 Cesariny viaja até Paris onde, graças a uma bolsa, frequenta a Académie de la Grande Chaumière. 
É por essa altura, encontrando-se em Paris, que Cesariny visita André Breton. Ao abandonar Paris, no mesmo ano de 1947, e influenciado por Breton, impulsiona a criação do Grupo Surrealista de Lisboa, tendo a seu lado figuras como António Pedro, José Augusto França, Cândido Costa Pinto, Vespeira, João Moniz Pereira e Alexandre O´Neill.
O grupo, que reunia na Pastelaria Mexicana, surgiu como forma de protesto libertário contra o movimento do neo-realismo, dominado pelo Partido Comunista Português, ao mesmo tempo que também não alinhava com o regime salazarista. 
Mais tarde, funda o antigrupo (dissidente) Os Surrealistas, sendo seguido por António Maria Lisboa, Risques Pereira, Artur do Cruzeiro Seixas, Pedro Oom, Fernando José Francisco e Mário-Henrique Leiria.
Também em finais da década de 1940, Viriato, seu pai, abandona a família para se fixar no Brasil com uma amante. Isto faz com que Mário se aproxime mais de sua mãe e da sua irmã Henriette.

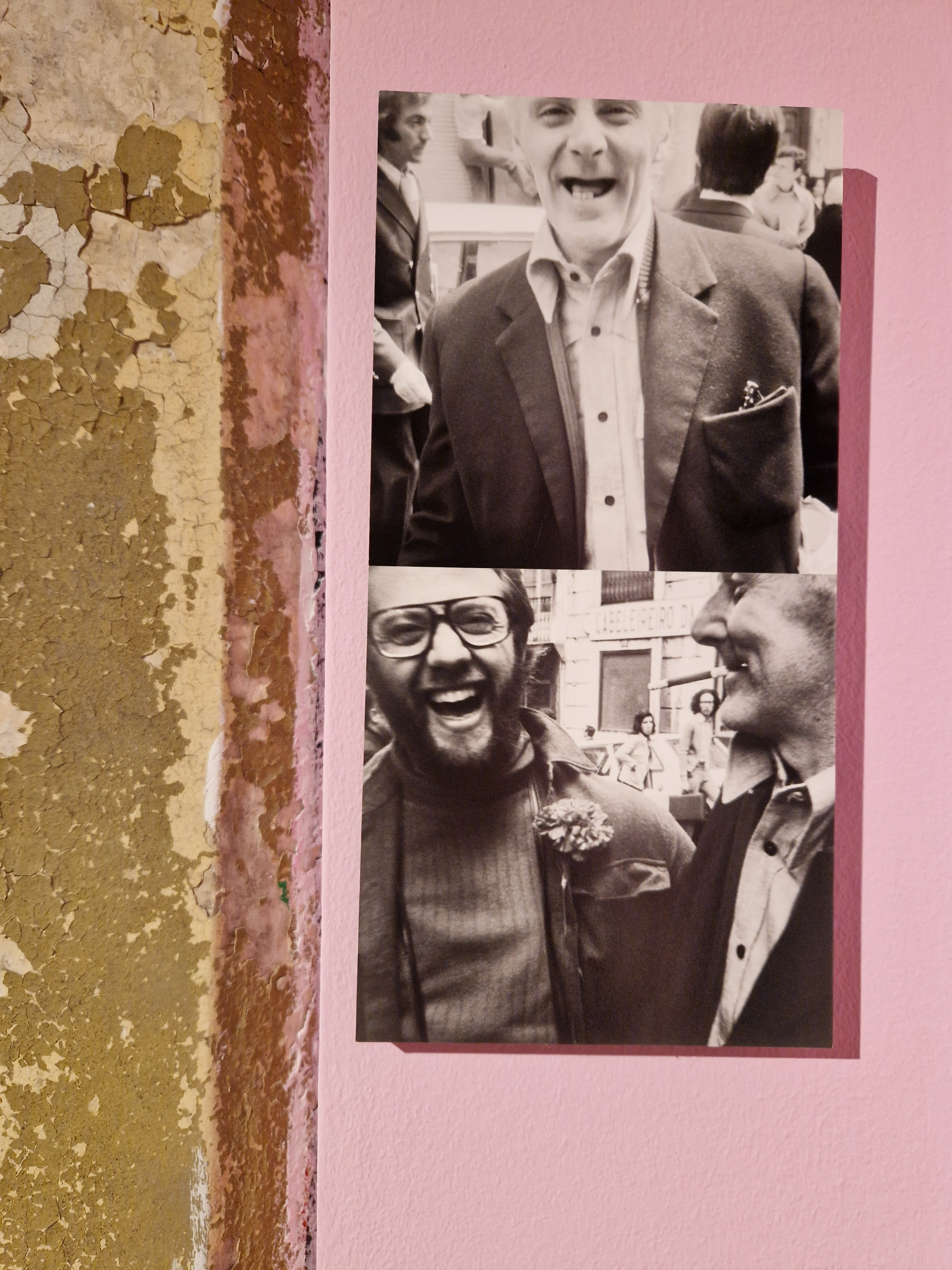
Retrato de Mário Cesariny (em cima), e de João Perry e Mário Cesariny (em baixo), no 25 de Abril de 1974.

Na década de 1950, Cesariny dedica-se à pintura, mas também, e sobretudo, à poesia, que escreve nos cafés. Tem colaboração na revista Pirâmide  (1959-1960). O seu editor é Luiz Pacheco, com quem mais tarde (nos anos 1970) se incompatibilizaria por completo. É também durante esse período que começa a ser incomodado e a ser vigiado pela Polícia Judiciária, por "suspeita de vagabundagem", ficando sob a medida de liberdade vigiada durante vários anos, sendo obrigado a humilhantes apresentações mensais à polícia, devido à sua homossexualidade, que, apesar disso, vivencia diariamente, de modo franco e destemido. Só a partir de 25 de Abril de 1974 deixará de ser perseguido e atormentado pela polícia. Cesariny vivia ainda com dificuldades financeiras, sendo ajudado pela família.
Em 1964 Cesariny recebe uma bolsa da Fundação Calouste Gulbenkian para escrever um livro sobre Vieira da Silva, sobre quem, aliás, já havia escrito vários artigos e publicaria catálogos das suas exposições. A propósito da prorrogação desta bolsa, passa muitas temporadas em Londres, em especial no período entre 1964 e 1969.
A partir da década de 1980, a obra poética de Cesariny é reeditada pelo editor Manuel Hermínio Monteiro e redescoberta por uma nova geração de leitores.
Nos últimos anos da sua vida, Cesariny viveu com a sua irmã mais velha, Henriette (falecida em 2004), num apartamento na Rua de Basílio Teles, 6 - 3º, em Campolide, Lisboa. Ao contrário do que acontecia anteriormente, abriu-se aos meios de comunicação dando frequentes entrevistas e falando sobre a sua vida íntima. Em 2004, Miguel Gonçalves Mendes realizou o documentário Autografia, filme intenso e comovente onde Cesariny se expõe e revela de modo total.
Mário Cesariny morreu em 26 de Novembro de 2006, às 22h30, de cancro da próstata, de que sofria havia anos. Foi sepultado no Talhão dos Artistas do Cemitério dos Prazeres, em Lisboa. Em 8 de dezembro de 2016, os restos mortais do poeta foram trasladados para um jazigo individual, numa cerimónia presidida pelo Presidente da República Marcelo Rebelo de Sousa, com a presença do presidente da Câmara Municipal de Lisboa, Fernando Medina, do ministro da Cultura, Luís Filipe Castro Mendes, do diretor cultural da Fundação EDP, José Manuel dos Santos, e de Teresa Caeiro, em representação da família. Cesariny passará a ter um monumento funerário com escultura projetado por Manuel Rosa.
Doou em vida o seu espólio à Fundação Cupertino de Miranda e, por testamento, numa decisão pouco avisada, legou um milhão de euros à Casa Pia.

## Obra
Mário Cesariny adopta uma atitude estética de constante experimentação nas suas obras e pratica uma técnica de escrita e de (des)pintura amplamente divulgada entre os surrealistas. A sua pintura, à imagem da sua personalidade inquieta é marcada, como vimos, pela experimentação, seja aplicada aos materiais, cuja distribuição foi tantas vezes aleatória, seja relativa às técnicas utilizadas, de que a colagem foi exemplo. Inventou as técnicas da soprofiguração e do aquamoto. Como indica Raquel Henriques da Silva, Cesariny "levou o automatismo à sua dimensão mais extremada e o mais feroz crítico do talento artístico convencionado. Liberto dos ditames da prática oficinal instaurada, realiza composições intituladas Soprofiguras, lançando sobre o suporte da obra jactos de tinta posteriormente soprados."
A sua poesia é animada por um sentido de contestação a comportamentos e princípios institucionalizados ou considerados normais nos campos do pensamento e dos costumes. Ao recorrer a processos tipicamente surrealistas (enumerações caóticas, utilização sistemática do sem-sentido ou do humor negro, formas paródicas, trocadilhos e outros jogos verbais, automatismo, etc.) alcança uma linguagem que sabe encontrar o equilíbrio entre o quotidiano e o insólito. Nos últimos anos de vida, desenvolveu uma frenética actividade de transformação e reabilitação do real quotidiano, da qual nasceram muitas colagens com pinturas, objectos, instalações e outras fantasias materiais.
Sobre as sessões para que o convidavam e em que o aplaudiam, o poeta comentava: Estou num pedestal muito alto, batem palmas e depois deixam-me ir sozinho para casa. Isto é a glória literária à portuguesa.

## Prémios, Condecorações e Homenagens
- Grande Prémio Vida Literária APE/CGD 2005 (Prémio pelo conjunto da Obra)
- Grã-Cruz da Ordem da Liberdade de Portugal (21 de novembro de 2005) Atribuída pelo então Presidente da República Jorge Sampaio[9]
- Possui uma rua com o seu nome em Entrecampos, Lisboa.